# مايك كوكس (محامي)
مايك كوكس (بالإنجليزية: Mike Cox)‏ هو محامي أمريكي، ولد في 1961 في ديترويت في الولايات المتحدة.